# Irkut MC-21
Irkut MC-21 (russisk: МС‑21 Магистральный Самолёт 21 века, tr. Magistralnyj Samoljot 21 veka; dansk: ~ Det 21. århundredes passagerfly) er navnet på en serie af tre to-motorers narrow body passagerfly udviklet og produceret af Irkut og Jakovlev Design Bureau, der er en del af United Aircraft Corporation (UAC). Flyene er af mellemdistancetypen med plads til 150-212 passagerer.
Designet er baseret på Jakovlevs tidligere design for den to-motores Jakovlev Jak-242, der aldrig er blevet sat i produktion. Jak-42 er en videreudvikling af den tre-motorers Jakovlev Jak-42. Ifølge en udtalelse fra den russiske vice-premierminister Dmitrij Rogozin vil serieproducerede MC-21'ere få navnet Jak-242.
Flyet er planlagt til at afløse de aldrende Tupolev Tu-154 og Tupolev Tu-204/214, der fortsat er i tjeneste i en række tidligere sovjetstater, og var planlagt til at blive leveret i 2016, men de første leveringer er blevet forsinket.
Den første MC-21-300 var færdigproduceret den 8. juni 2016 og fløj første gang den 28. maj 2017. Basismodellen MC-21-300 blev godkendt til kommerciel passagerflyvnig af de russiske luftfartsmyndigheder den 28. december 2021. Som følge af Ruslands invasion af Ukraine i 2022 blev indført en række sanktioner mod Rusland, herunder mod Irkut Corporation og United Aircraft Corporation. Det europæiske flysikkerhedsagentur EASA indstillede alt arbejde med typegodkendelsen af MC-21. For at omgå sanktionerne forsøger Irkut at fremstille flyet ved brug af russiske komponenter og motorer. Irkut meddelte i april 2022, at det forventes, at udskiftningen af vestlige dele med russiske dele vil være gennemført i løbet af 2–3 år, og den russiske regering forventer, at de russiske komponenter i MC-21 vil udgøre 97% i 2024, hvorved flyet er uafhængig af import af komponenter.

## Udvikling og design
MC-21 blev oprindeligt designet med et indhold af komposit på 33%, hvilket vil stige til 40-45% som følge af en ny type vinge af komposit udviklet af Sukhoi Civil Aircraft Company, et datterselskab af Sukhoj, der også indgår i United Aircraft Corporation.
Motorerne til flyene bliver leveret af Pratt & Whitney, der leverer PW1400G til Irkut Corporation. Varienten MC-21-310 vil dog blive fremstillet med russiske Aviadvigatel PD-14 motorer.
Andre leverandører til MC-21 er bl.a. United Technologies Corporation, der gennem Hamilton Sundstrand og Goodrich leverer bl.a. forsynings- og kontrolsystemer. Andre leverandører er Rockwell Collins og Avionika, der leverer avionik og californiske Zodiac Aerospace, der leverer til kabinen, herunder vand- og affaldssystemer.
UAC planlægger, at MC-21 vil blive 10-15% mere effektiv end tilsvarende fly fra Airbus og Boeing og at flyet vil være 15% lettere, have 20% lavere driftsomkostninger samt 15% mindre brændstofforbrug end Airbus A320. Prisen for en MC-21 forventes at være $35 millioner.
Pr. januar 2015 er produceret to prototyper. De første leverancer af det færdige fly var forventet gennemført i 2017, men er løbende blevet udskudt.
 Indførelsen af sanktioner mod Rusland har yderligere forsinket udviklingen, og Irkut og den russiske regering forventer nu, at flyet kan leveres i 2024-25.

## Varianter
Den grundlæggende MC-21-300 er designet til at kunne medbringe ca. 180 passagerer i en enkelt klasse og følges op med varianterne MC-21-200 med ca. 150 passagerer og MC-21-400 med plads til 212 passagerer. Varianterne omfatter tillige "Long Range" (LR) modeller. En mindre variant, MC-21-100 var planlagt, men blev opgivet for ikke komme i konkurrence med UAC's Sukhoj Superjet 130. der er tillige overvejet at udvikle varianter til brug for fragt og som business jets.
MC-21-200
Mellem 130 og 165 sæder; tilsvarende fly Airbus A319, Boeing 737-700 og Bombardier CS300
MC-21-300
Grundmodel med mellem 160 og 211 sæder; svarende til Airbus A320, Comac C919 og Boeing 737-800.
MC-21-310
Som MC-21-300, men med russiske motorer. 
MC-21-400
Planlagt forlænget model med op til 230 passagerer, tilsvarende Airbus A321, Boeing 737-900ER, 757-200 og Tupolev Tu-204-100/214.

## Specificationer
|                   | MC-21-200                                                              | MC-21-300                                                              | MC-21-400                                                              |
| ----------------- | ---------------------------------------------------------------------- | ---------------------------------------------------------------------- | ---------------------------------------------------------------------- |
| Cockpit crew      | To                                                                     | To                                                                     | To                                                                     |
| Antal sæder       | 162 (1 klasse, tæt) 150 (1 klasse, standard) 136 (2 klasser, standard) | 198 (1 klasse, tæt) 181 (1 klasse, standard) 152 (2 klasser, standard) | 230 (1 klasse, tæt) 212 (1 klasse, standard) 178 (2 klasser, standard) |
| Sædebredde        | 82 cm (standard) og 76 cm (tætpakket)                                  | 82 cm (standard) og 76 cm (tætpakket)                                  | 82 cm (standard) og 76 cm (tætpakket)                                  |
| Længde            | 35,9 m                                                                 | 41,5 m                                                                 | 46,7 m                                                                 |
| Vingespan         | 35,9 m                                                                 | 35,9 m                                                                 | 36,8 m                                                                 |
| Højde             | 11,4 m                                                                 | 11,5 m                                                                 | 12,7 m                                                                 |
| Maximum startvægt | 67.000 kg                                                              | 76.180 kg                                                              | 87.230 kg                                                              |
| Lastekapacitet    | 37,4 m3                                                                | 53,3 m3                                                                | 70,1 m3                                                                |
| Rækkevidde        | 5.000 km                                                               | 5.000 km                                                               | 5.500                                                                  |
| Motorer (x 2)     | Aviadvigatel PD-14A Pratt & Whitney PW1428G                            | Aviadvigatel PD-14 Pratt & Whitney PW1431G                             | Aviadvigatel PD-14M                                                    |
| Max. thrust (x 2) | 123 kN 12.500 kgf; 28.000 lbf                                          | 140 kN 14.000 kgf; 31.000 lbf                                          | 153 kN 15.600 kgf; 34.000 lbf                                          |

## Ordrer
Efter afviklingen af MAKS airshow 2013 steg det samlede antal af ordrer på flyet til 276 stk. ifølge Irkuts salgs- og marketingdirektør.
| Dato               | Selskab               | EIS   | Type      | Type      | Type      | Type     | Note          |
| Dato               | Selskab               | EIS   | MC-21-200 | MC-21-300 | MC-21-400 | Optioner | Note          |
| ------------------ | --------------------- | ----- | --------- | --------- | --------- | -------- | ------------- |
| 1. september 2010  | Aeroflot              | 2016  | 50        | 50        | 50        | 0        | [ 27 ]        |
| 7. juni 2010       | Crecom Burj Resources | 2016  | 25        | 25        |           |          | [ 28 ]        |
| 21. juli 2010      | Nordwind Airlines     | ?     | 3         | 3         | 3         | 2        |               |
| 21. juli 2010      | VEB Leasing           | ?     | 15        | 15        | 15        | 15       |               |
| 18. august 2011    | Ilyushin Finance Co.  | 2019  | -         | 28        | -         | 22       | [ 29 ] [ 30 ] |
| 23. august 2011    | Rostec                | 2017  | 15        | 35        | -         | 35       | [ 31 ] [ 32 ] |
| 16. september 2011 | IrAero                | ?     | -         | 10        | -         | 10       | [ 33 ]        |
| 27. august 2013    | Transaero             | ?     | -         | 6         | -         | -        |               |
| 27. august 2013    | UTAir                 | ?     | -         | 10        | -         | -        |               |
| 30. august 2013    | Red Wings Airlines    | 2019  | -         | 10        | -         | -        | [ 34 ]        |
| Total              | Total                 | Total | 257       | 257       | 257       | 84       |               |

## Eksterne links
- Wikimedia Commons har flere filer relateret til Irkut MC-21
- Irkut MC-21 på Irkuts hjemmeside (russisk)